# 高麗史
《高麗史》，或簡稱為《麗史》，是一本記載有關朝鮮半島上高麗王朝歷史的紀傳體官史，於朝鲜王朝初期成書，從1392年起至1451年，經歷太祖、太宗、世宗、文宗四朝，歷時59年才完成。期間史書經過多次修訂，編纂者有郑麟趾等多人。全書於文宗元年八月（1451年）完成。
高麗王朝傳32代君主，歷時475年。在此期間，存在著與《朝鮮王朝實錄》相類似的歷代國王實錄——《高麗王朝實錄》。《高麗史》是參照多種官方和私人文獻、書籍而編纂而成的，這些書籍大部份在朝鮮王朝期間因為政治需要被焚毀而失傳。此外，在《高麗史》編纂期間，朝鮮王朝還組織編纂了《高麗史節要》。

## 編撰過程
1392年，李成桂篡奪高麗王朝，建立朝鮮王朝。他命令鄭道傳組織編寫了編年體史書《高麗國史》，於1395年完成。高麗王朝在早期奉行外王內帝的政策，於國內采用皇帝的制度，對中國自稱國王。出於對明朝事大的考慮，對高麗早期君主的稱謂一律稱為國王。
1398年，發生第一次王子之亂，鄭道傳被殺。1414年，朝鮮太宗命令河崙、卞季良等人對《高麗國史》進行改修。1421年，卞季良、柳觀等人完成了此書。1424年，柳觀等人再度改編。1443年，由於第32代王王禑及33代王王昌被朝鮮王朝認定為偽王族，權踶、申槩等人又將這兩位國王的事蹟從世家中刪除，貶稱為「辛禑」及「辛昌」附於列傳之後。最後一次修訂是由鄭麟趾、金宗瑞二人主持的，將編年體改寫為紀傳體，形成了今日所見的《高麗史》。

## 構成
高麗史
- 世家 卷第1 - 卷第46，從初代太祖到恭讓大王各代君主的記錄
- 志 卷第1 - 卷第39（氣候、天氣、天文等）
- 表 卷第1、2；2卷（按當時高麗的宗主國的曆年及高麗曆年的表）
- 列傳 五十卷；50卷 后、子、重臣、逆臣等
從恭讓王承受王位禪讓的朝鮮王朝始祖李成桂即位後的第32、33代高麗君主王禑及王昌被認為是偽王族，不是正統的國王，在列傳內被貶稱為「辛禑」及「辛昌」。

合計 137卷。（另尚有2卷目錄）
1. 世家 第1  太祖 一
2. 世家 第2  太祖 二  惠宗 定宗 光宗 景宗
3. 世家 第3  成宗 穆宗
4. 世家 第4  顯宗 一
5. 世家 第5  顯宗 二  德宗
6. 世家 第6  靖宗
7. 世家 第7  文宗 一
8. 世家 第8  文宗 二
9. 世家 第9  文宗 三  順宗
10. 世家 第10  宣宗 獻宗
11. 世家 第11  肅宗 一
12. 世家 第12  肅宗 二  睿宗 一
13. 世家 第13  睿宗 二
14. 世家 第14  睿宗 三
15. 世家 第15  仁宗 一
16. 世家 第16  仁宗 二
17. 世家 第17  仁宗 三   毅宗 一
18. 世家 第18  毅宗 二
19. 世家 第19  毅宗 三   明宗 一
20. 世家 第20  明宗 二
21. 世家 第21  神宗 熙宗 康宗
22. 世家 第22  高宗 一
23. 世家 第23  高宗 二
24. 世家 第24  高宗 三
25. 世家 第25  元宗 一
26. 世家 第26  元宗 二
27. 世家 第27  元宗 三
28. 世家 第28  忠烈王 一
29. 世家 第29  忠烈王 二
30. 世家 第30  忠烈王 三
31. 世家 第31  忠烈王 四
32. 世家 第32  忠烈王 五
33. 世家 第33  忠宣王 一
34. 世家 第34  忠宣王 二  忠肅王 一
35. 世家 第35  忠肅王 二
36. 世家 第36  忠惠王
37. 世家 第37  忠穆王 忠定王
38. 世家 第38  恭愍王 一
39. 世家 第39  恭愍王 二
40. 世家 第40  恭愍王 三
41. 世家 第41  恭愍王 四
42. 世家 第42  恭愍王 五
43. 世家 第43  恭愍王 六
44. 世家 第44  恭愍王 七
45. 世家 第45  恭讓王 一
46. 世家 第46  恭讓王 二
47. 志 卷第一  天文 一
48. 志 卷第二  天文 二
49. 志 卷第三  天文 三
50. 志 卷第四  曆 一
51. 志 卷第五  曆 二
52. 志 卷第六  曆 三
53. 志 卷第七  五行 一
54. 志 卷第八  五行 二
55. 志 卷第九  五行 三
56. 志 卷第十  地理 一
57. 志 卷第十一  地理 二
58. 志 卷第十二  地理 三
59. 志 卷第十三  禮 一
60. 志 卷第十四  禮 二
61. 志 卷第十五  禮 三
62. 志 卷第十六  禮 四
63. 志 卷第十七  禮 五
64. 志 卷第十八  禮 六
65. 志 卷第十九  禮 七
66. 志 卷第二十  禮 八
67. 志 卷第二十一  禮 九
68. 志 卷第二十二  禮 十
69. 志 卷第二十三  禮 十一
70. 志 卷第二十四  樂 一
71. 志 卷第二十五  樂 二
72. 志 卷第二十六  輿服
73. 志 卷第二十七  选举 一
74. 志 卷第二十八  选举 二
75. 志 卷第二十九  选举 三
76. 志 卷第三十  百官 一
77. 志 卷第三十一  百官 二
78. 志 卷第三十二  食貨 一
79. 志 卷第三十三  食貨 二
80. 志 卷第三十四  食貨 三
81. 志 卷第三十五  兵 一
82. 志 卷第三十六  兵 二
83. 志 卷第三十七  兵 三
84. 志 卷第三十八  刑法 一
85. 志 卷第三十九  刑法 二
86. 年表 卷第一
87. 年表 卷第二
88. 列傳 卷第一  后妃 一
89. 列傳 卷第二  后妃 二
90. 列傳 卷第三  宗室 一
91. 列傳 卷第四  宗室 二  
公主（太祖九女   惠宗三女   定宗一女   光宗三女   成宗二女   顯宗八女   德宗二女   靖宗一女   文宗七女   宣宗三女   肅宗四女   睿宗三女   仁宗四女   毅宗三女   明宗二女    神宗二女   熙宗五女   康宗一女   高宗一女   元宗二女   忠烈王二女   忠惠王一女   恭讓王三女）
92. 列傳 卷第五  洪儒 裴玄慶（朝鲜语：배현경） 申崇謙 卜智謙（朝鲜语：복지겸） 庾黔弼 崔凝（朝鲜语：최응） 崔彥撝 王儒（朝鲜语：왕유 (해주)） 王字之 朴述熙 崔知夢 王式廉 朴守卿 王順式（朝鲜语：왕순식） 李悤言（朝鲜语：이총언） 堅金 尹瑄 興達 善弼 泰評（朝鲜语：태평 (고려)） 龔直 朴英規
93. 列傳 卷第六  徐弼 崔承老 崔齊顏 雙冀 崔亮 韓彥恭（朝鲜语：한언공） 柳邦憲（朝鲜语：류방헌） 金審言（朝鲜语：김심언） 崔沆 蔡忠順（朝鲜语：채충순）
94. 列傳 卷第七  徐熙 徐訥（朝鲜语：서눌） 徐恭（朝鲜语：서공） 劉瑨（朝鲜语：유진 (고려)） 姜邯贊 崔士威（朝鲜语：최사위） 皇甫俞義（朝鲜语：황보유의） 張延祐（朝鲜语：장연우） 楊規 智蔡文（朝鲜语：지채문） 智祿延（朝鲜语：지녹연） 河拱辰（朝鲜语：하공진） 金殷傅（朝鲜语：김은부） 周佇（朝鲜语：주저） 姜民瞻（朝鲜语：강민첨） 郭元（朝鲜语：곽원 (고려)） 王可道（朝鲜语：왕가도） 金猛 柳韶 尹徵古 韋壽餘（朝鲜语：위수여） 田拱之（朝鲜语：전공지） 李周憲 李周佐（朝鲜语：이주좌） 安紹光 趙之遴
95. 列傳 卷第八  崔沖 崔惟善（朝鲜语：최유선） 崔思齊（朝鲜语：최사제） 崔淪 崔允儀 李子淵（朝鲜语：이자연 (고려)） 李資諒（朝鲜语：이자량） 李資仁（朝鲜语：이자인） 李奕蕤 李資玄（朝鲜语：이자현） 李資德（朝鲜语：이자덕） 李預 李公壽（朝鲜语：이공수） 李之氐（朝鲜语：이지저） 李䫨（朝鲜语：이오 (1042년)） 李光縉 朴寅亮（朝鲜语：박인량） 朴景仁 朴景伯 朴景山 黃周亮（朝鲜语：황주량） 柳伸（朝鲜语：류신 (고려 중기)） 王寵之 魏繼廷（朝鲜语：위계정） 邵台輔 王國髦（朝鲜语：왕국모 (고려의 무신)） 高義和 文正（朝鲜语：문정 (고려)） 鄭文（朝鲜语：정문 (고려)） 金元鼎（朝鲜语：김원정） 孫冠 崔思諒 金先錫 任懿（朝鲜语：임의 (고려)） 任元厚（朝鲜语：임원후） 任克忠（朝鲜语：임극충） 任克正 任溥（朝鲜语：임보） 任濡（朝鲜语：임유） 任翊 任沆（朝鲜语：임항） 金漢忠（朝鲜语：김한충）
96. 列傳 卷第九  崔思諏（朝鲜语：최사추） 金仁存（朝鲜语：김인존） 尹瓘 尹彦頤 尹鱗瞻（朝鲜语：윤인첨） 尹世儒 尹商季 吳延寵
97. 列傳 卷第十  金富佾（朝鲜语：김부일） 金富儀 高令臣（朝鲜语：고령신） 金黃元（朝鲜语：김황원） 李軌 郭尚（朝鲜语：곽상 (1034년)） 郭輿（朝鲜语：곽여） 劉載 胡宗旦 慎安之（朝鲜语：신안지） 金景庸 崔弘嗣 韓安仁 李永 韓沖（朝鲜语：한충 (고려)） 林槩（朝鲜语：임개 (고려)） 庾祿崇（朝鲜语：유녹숭） 金晙 柳仁著 康拯 許慶 文冠 鄭沆（朝鲜语：정항） 鄭敘（朝鲜语：정서 (고려)） 金克儉 金若溫
98. 列傳 卷第十一 金富軾 金敦中 金君綏（朝鲜语：김군수） 鄭襲明（朝鲜语：정습명） 高兆基（朝鲜语：고조기） 金正純 鄭克永（朝鲜语：정극영） 朴挺㽔 崔思全 金珦（朝鲜语：김향） 崔滋盛 金縝（朝鲜语：김진） 林完（朝鲜语：임완） 崔奇遇（朝鲜语：최기우） 金守雌 崔濡 李璹 李瑋 許載（朝鲜语：허재 (고려)）
99. 列傳 卷第十二 梁元俊 崔惟清 崔讜（朝鲜语：최당） 崔璘（朝鲜语：최린 (고려)） 崔詵（朝鲜语：최선 (고려)） 崔宗峻（朝鲜语：최종준） 崔昷（朝鲜语：최온 (고려 후기 문신)） 崔文本 崔坪 崔雍 李公升（朝鲜语：이공승） 申淑 韓文俊（朝鲜语：한문준） 文克謙 柳公權 柳澤 趙永仁（朝鲜语：조영인） 王世慶 李純佑 林民庇 崔陟卿 咸有一（朝鲜语：함유일） 廉信若（朝鲜语：염신약） 李知命 庾應圭（朝鲜语：유응규） 庾資諒 玄德秀（朝鲜语：현덕수） 崔均 崔甫淳 崔允愷 金巨公 韓惟漢（朝鲜语：한유한）
100. 列傳 卷第十三 杜景升 于學儒（朝鲜语：우학유） 盧永淳（朝鲜语：노영순） 趙位寵 房瑞鸞（朝鲜语：방서란） 朴齊儉 奇卓誠（朝鲜语：기탁성） 洪仲方 慶大升 陳俊（朝鲜语：진준） 崔世輔（朝鲜语：최세보） 朴純弼（朝鲜语：박순필） 李英搢（朝鲜语：이영진 (고려)） 白任至（朝鲜语：백임지） 李俊昌 崔忠烈 鄭世裕 鄭叔瞻（朝鲜语：정숙첨） 鄭晏（朝鲜语：정안 (고려)） 鄭國儉 李維城 鄭邦佑 丁彥真
101. 列傳 卷第十四 閔令謨（朝鲜语：민영모） 閔湜 宋詝 金光中 金滯 安劉勃 崔汝諧 崔遇清（朝鲜语：최우청） 王珪（朝鲜语：왕규 (1142년)） 車若松（朝鲜语：차약송） 奇洪壽（朝鲜语：기홍수） 鄭克溫 柳光植 權敬中（朝鲜语：권경중） 金台瑞 金若先 金敉 文漢卿 權世侯 白敦明（朝鲜语：백돈명） 盧仁綏 金義元
102. 列傳 卷第十五 琴儀（朝鲜语：금의） 李奎報 李益培 俞升旦（朝鲜语：유승단） 金仁鏡（朝鲜语：김인경） 金承茂（朝鲜语：김승무） 李公老 李仁老 吳世才（朝鲜语：오세재） 趙通（朝鲜语：조통 (고려)） 林椿（朝鲜语：임춘） 趙文拔 李淳牧 李需 金敞 宋國瞻 崔滋（朝鲜语：최자 (고려)） 河千旦 蔡松年（朝鲜语：채송년） 蔡楨（朝鲜语：채정 (고려 중기)） 孫抃（朝鲜语：손변） 權守平（朝鲜语：권수평） 李純孝 張純亮 宋彥琦 金守剛 金之岱（朝鲜语：김지대） 李藏用（朝鲜语：이장용）
103. 列傳 卷第十六 趙沖（朝鲜语：조충 (1171년)） 趙忭 金就礪（朝鲜语：김취려） 金文衍 金賆 李勣（朝鲜语：이적 (1162년)） 蔡靖（朝鲜语：채정 (고려 중기)） 朴犀（朝鲜语：박문성 (고려)） 宋文胄（朝鲜语：송문주） 金慶孫（朝鲜语：김경손 (고려)） 金琿 崔椿命（朝鲜语：최춘명） 金希磾 李子晟（朝鲜语：이자성 (고려)） 金允侯 金應德
104. 列傳 卷第十七 金方慶 金九容（朝鲜语：김구용 (고려)） 金齊顏（朝鲜语：김제안） 金忻 金恂（朝鲜语：김순） 金永旽 金永煦 金士衡 朴球（朝鲜语：박구 (고려)） 韓希愈（朝鲜语：한희유） 羅裕 羅益禧 元沖甲 金周鼎 金深 金宗衍 金石堅
105. 列傳 卷第十八 柳璥 柳陞 柳墩 柳曼殊（朝鲜语：유만수 (고려)） 許珙 許悰 許冠 許錦 許富 許猷 洪子藩 洪承緖 洪永通 鄭可臣 安珦 安于器（朝鲜语：안우기） 安牧 薛公儉（朝鲜语：설공검） 兪千遇 趙仁規（朝鲜语：조인규） 趙瑞 趙璉 趙德裕 趙璘 趙延壽 趙瑋
106. 列傳 卷第十九 白文節（朝鲜语：백문절） 白頤正（朝鲜语：백이정） 朴恒 郭預（朝鲜语：곽예） 朱悅 李湊 李行儉（朝鲜语：이행검 (1225년)） 張鎰 金坵（朝鲜语：김구 (고려)） 李承休（朝鲜语：이승휴） 李衍宗 金暄（朝鲜语：김훤） 金開物 鄭瑎（朝鲜语：정해 (고려)） 鄭䫨 鄭誧 鄭公權（朝鲜语：정공권） 趙簡（朝鲜语：조간 (고려)） 沈謁 秋適（朝鲜语：추적 (고려)） 李仁挺 蔡禑（朝鲜语：채우） 金有成 郭麟（朝鲜语：곽린） 尹諧 尹澤 李穎 嚴守安（朝鲜语：엄수안） 安戩（朝鲜语：안전 (고려)） 崔守璜 朴褕 洪奎（朝鲜语：홍규） 洪戎
107. 列傳 卷第二十 韓康（朝鲜语：한강 (고려)） 韓渥 韓修（朝鲜语：한수 (고려)） 韓方信（朝鲜语：한방신） 元傅（朝鲜语：원부 (고려)） 元忠 元顥 元善之（朝鲜语：원선지） 元松壽（朝鲜语：원송수） 金連 金富允 鄭仁卿（朝鲜语：정인경 (고려)） 權㫜（朝鲜语：권단） 權溥 權準 權廉（朝鲜语：권렴） 權鏞 權適 權和 權近 閔漬（朝鲜语：민지 (고려)） 閔祥正
108. 列傳 卷第二十一  閔宗儒（朝鲜语：민종유） 閔頔（朝鲜语：민적） 閔思平（朝鲜语：민사평） 閔抃（朝鲜语：민변 (고려)） 閔霽（朝鲜语：민제 (조선)） 金之淑（朝鲜语：김지숙 (1237년)） 金仁沇 鄭僐（朝鲜语：정선 (고려)） 李混（朝鲜语：이혼 (고려)） 崔誠之（朝鲜语：최성지） 崔文度 蔡洪哲（朝鲜语：채홍철） 金怡（朝鲜语：김이 (고려)） 李仁琪 洪彬（朝鲜语：홍빈） 曹益清 裴廷芝（朝鲜语：배정지） 孫守卿
109. 列傳 卷第二十二  朴全之 吳詗（朝鲜语：오형 (고려)） 李瑱（朝鲜语：이진 (고려)） 尹莘傑（朝鲜语：윤신걸） 朴孝修 許有全 朴忠佐 尹宣佐 李兆年（朝鲜语：이조년） 李承慶（朝鲜语：이승경 (1290년)） 李穀 禹倬（朝鲜语：우탁） 安岫（朝鲜语：안축 (고려)） 安宗源 安輔 崔瀣（朝鲜语：최해） 張沆 李晟 趙廉 王伯（朝鲜语：왕백） 李伯謙 申君平（朝鲜语：신군평）
110. 列傳 卷第二十三  崔有渰（朝鲜语：최유엄） 金台鉉（朝鲜语：김태현 (고려)） 金光載 金倫 金敬直 金希祖 金承矩 王煦 王重貴（朝鲜语：왕중귀） 韓宗愈（朝鲜语：한종유） 李齊賢 李達尊（朝鲜语：이달존） 李寶林 李凌幹（朝鲜语：이능간）
111. 列傳 卷第二十四  廉悌臣 李嵒（朝鲜语：이암 (고려)） 李岡 洪彥博（朝鲜语：홍언박） 洪師禹（朝鲜语：홍사우） 柳淵 柳濯 慶復興（朝鲜语：경복흥） 金續命（朝鲜语：김속명） 李子松 趙暾（朝鲜语：조돈 (고려)） 趙仁沃（朝鲜语：조인옥） 崔宰 宋天逢 洪仲宣 金濤 林樸（朝鲜语：임박） 文益漸
112. 列傳 卷第二十五  李公遂 柳淑（朝鲜语：류숙 (고려)） 柳實 李仁復（朝鲜语：이인복 (1308년)） 白文寶（朝鲜语：백문보） 田祿生 李存吾（朝鲜语：이존오） 李達衷（朝鲜语：이달충） 偰遜 偰長壽 韓復 李茂方 鄭習仁 河允源（朝鲜语：하윤원） 朴尚衷（朝鲜语：박상충） 朴宜中（朝鲜语：박의중） 趙云仡
113. 列傳 卷第二十六  安祐（朝鲜语：안우） 金得培（朝鲜语：김득배） 李芳實（朝鲜语：이방실） 鄭世雲（朝鲜语：정세운 (고려)） 安遇慶 崔瑩 鄭地（朝鲜语：정지 (경렬공)） 尹可觀 金長壽
114. 列傳 卷第二十七  尹桓 李成瑞（朝鲜语：이성서） 李壽山 李恬（朝鲜语：이염） 李承老 李云牧 黃裳（朝鲜语：황상 (고려)） 池龍壽（朝鲜语：지용수） 羅世 金先致 全以道 具榮儉 吳仁澤 金普 邊光秀 李善 鄭之祥（朝鲜语：정지상） 任君輔 羅興儒 睦仁吉（朝鲜语：목인길） 金庾 楊伯淵 池湧奇（朝鲜语：지용기） 河乙沚（朝鲜语：하을지） 禹仁烈（朝鲜语：우인열） 文達漢 金湊 崔雲海（朝鲜语：최운해）
115. 列傳 卷第二十八  李穡 禹玄寶（朝鲜语：우현보） 李崇仁（朝鲜语：이숭인）
116. 列傳 卷第二十九  沈德符（朝鲜语：심덕부） 李琳 王康 朴葳 李豆蘭 南誾
117. 列傳 卷第三十  鄭夢周 金震陽（朝鲜语：김진양）  姜淮伯 李詹（朝鲜语：이첨） 成石璘（朝鲜语：성석린）
118. 列傳 卷第三十一  趙浚
119. 列傳 卷第三十二  鄭道傳
120. 列傳 卷第三十三  尹紹宗（朝鲜语：윤소종） 尹會宗 吳思忠（朝鲜语：오사충） 金子粹（朝鲜语：김자수）
121. 列傳 卷第三十四  
良吏（庾碩（朝鲜语：유석） 王諧 金之錫 崔碩 鄭云敬） 
忠義（洪灌 高甫俊 鄭顗（朝鲜语：정의 (고려)） 文大（朝鲜语：문대） 曹孝立 鄭文鑑） 
孝友（文忠 釋珠 崔婁伯（朝鲜语：최루백） 尉貂 徐稜 金遷 黃守 鄭愈 曹希參 鄭臣祐女 孫宥 權居義 盧俊恭 辛斯蕆女 尹龜生 潘腆 君萬） 
烈女（胡壽妻兪氏 玄文奕妻 洪義妻 安天儉妻 江華三女 鄭滿妻崔氏 李東郊妻裴氏 康好文妻文氏 金彥卿妻金氏 景德宜妻安氏 李得仁妻李氏 權金妻）
122. 列傳 卷第三十五  
方技 （金謂磾（朝鲜语：김위제） 李寧（朝鲜语：이녕） 李商老（朝鲜语：이상로 (고려)） 伍允孚（朝鲜语：오윤부） 薛景成）
宦者（鄭誠（朝鲜语：정함） 白善淵 崔世延 李淑 任伯顏禿古思 方臣祐 李大順 禹山節 高龍普 金玄 安都赤（朝鲜语：안도치） 申小鳳 李得芬 金師幸（朝鲜语：김사행）） 
酷吏（宋吉儒 沈于慶）
123. 列傳 卷第三十六  嬖幸一 庾行簡 榮儀 金存中 鄭世臣 白勝賢 康允紹 廉承益（朝鲜语：염승익） 李汾禧 李槢 權宜 蔡謨 李德孫（朝鲜语：이덕손） 林貞祀 閔萱 朱印遠 李英柱 李之氐（朝鲜语：이지저） 高宗秀 金儒 印侯 印承旦 張舜龍 車信 盧英 曹允通
124. 列傳 卷第三十七  嬖幸二 尹秀 尹吉甫 李貞 金文庇 李㻂 張公 李平 元卿 朴義 朴景亮 全英甫 康允忠 裴佺 閔渙 尹碩 孫琦 鄭方吉 林仲沇 姜融（朝鲜语：강융） 申靑 朴靑 王三錫（朝鲜语：왕삼석） 梁載 曹莘卿 崔老星 尹賢 安珪 崔安道（朝鲜语：최안도） 李宜風 金之鏡 李仁吉 盧英瑞 朴良衍 宋明理 金興慶 潘福海（朝鲜语：반복해） 申元弼
125. 列傳 卷第三十八  姦臣一 文公仁（朝鲜语：문공인） 朴昇中 崔弘宰 崔褒偁 朴暄（朝鲜语：박훤） 宋玢 王惟紹 宋邦英（朝鲜语：송방영） 吳潛（朝鲜语：오잠） 石胄 金元祥 柳清臣 權漢功 蔡河中（朝鲜语：채하중） 辛裔（朝鲜语：신예 (고려)） 田淑蒙 李春富 金元命 金鈜 池奫（朝鲜语：지윤）
126. 列傳 卷第三十九  姦臣二 李仁任 林堅味（朝鲜语：임견미） 廉興邦（朝鲜语：염흥방） 曹敏修 邊安烈 王安德（朝鲜语：왕안덕）
127. 列傳 卷40  叛逆一  桓宣吉 伊昕巖 王規 金致陽 康兆 李資義（朝鲜语：이자의） 李資謙 拓俊京 妙清
128. 列傳 卷41  叛逆二  鄭仲夫 李光挺（朝鲜语：이광정 (고려)） 宋有仁（朝鲜语：송유인） 李義方 李義旼 鄭方義（朝鲜语：진주 노비 반란） 曹元正 石隣（朝鲜语：석린）
129. 列傳 卷42  叛逆三  崔忠獻 崔怡 崔沆 崔竩
130. 列傳 卷43  叛逆四  韓恂 韓多智（朝鲜语：의주적의 난） 洪福源  李峴  趙叔昌  趙暉（朝鲜语：조휘） 金俊 林衍 林惟茂  趙彝 金裕 李樞   韓洪甫  于琔   崔坦（朝鲜语：최탄） 裴仲孫
131. 列傳 卷44  叛逆五  曹頔 趙日新 金鏞 奇轍 盧頙（朝鲜语：노책） 權謙 崔濡 洪倫（朝鲜语：홍륜） 金文鉉 金義（朝鲜语：김의 (명나라)）
132. 列傳 卷45  叛逆六  辛旽
133. 列傳 卷46  辛禑 一
134. 列傳 卷47  辛禑 二
135. 列傳 卷48  辛禑 三
136. 列傳 卷49  辛禑 四
137. 列傳 卷50  辛禑 五 辛昌

## 外部連結
-  네이버 백과사전 : 고려사
-  朝鮮王朝實錄 （页面存档备份，存于）
- 高麗史原文 (PDF)
- （日語） 日本國會圖書館：近代數碼圖書館
由於著作權保護期屆滿而解除版權保護的公有內容
  - http://kindai.ndl.go.jp/BIImgFrame.php?JP_NUM=50001638&VOL_NUM=00001&KOMA=1&ITYPE=0
  - http://kindai.ndl.go.jp/BIImgFrame.php?JP_NUM=50001638&VOL_NUM=00002&KOMA=1&ITYPE=0 （页面存档备份，存于）
  - http://kindai.ndl.go.jp/BIImgFrame.php?JP_NUM=50001638&VOL_NUM=00003&KOMA=1&ITYPE=0 （页面存档备份，存于）
-  奎章閣韓国学研究院 （页面存档备份，存于）（首爾大學、木版本）
- （中文） 高等學校中英文圖書數字化國際合作計劃──《高麗史》[永久]